# NGC 3903
NGC 3903 ist eine Balken-Spiralgalaxie vom Hubble-Typ SBc im Sternbild Zentaur am Südsternhimmel. Sie ist schätzungsweise 124 Millionen Lichtjahre von der Milchstraße entfernt. Sie ist Mitglied der sieben Galaxien zählenden ESO 320-26-Gruppe (LGG 256).
Das Objekt wurde am 21. April 1835 von John Herschel entdeckt.